# Andréi Yumáshev
Andréi Borísovich Yumáshev (en ruso: Андре́й Бори́сович Юма́шев; San Petersburgo, Imperio ruso, 18 de marzojul./ 31 de marzo de 1902greg. - Moscú, Unión Soviética, 20 de mayo de 1988) fue un piloto soviético, con rango de mayor general, conocido por haber sido copiloto del histórico vuelo Moscú-Polo Norte-San Jacinto, por el que recibió el título de Héroe de la Unión Soviética en 1937. Antes de dicho vuelo trabajó como piloto de pruebas y durante la Segunda Guerra Mundial fue ascendido a general.

## Biografía
Andréi Yumáshev nació el 31 de marzo de 1902 en San Petersburgo. Después de graduarse en la escuela, asistió a la escuela de arte y trabajó brevemente como agrimensor en el verano de 1918 antes de unirse al Ejército Rojo en agosto de ese mismo año. Antes de entrar en combate durante la Guerra civil rusa se formó como cadete en el 2.º Curso de Artillería de Petrogrado, y en octubre de 1920 fue destinado al frente de guerra como parte de una división de artillería en el Frente Sur, donde participó en batallas contra las fuerzas de Piotr Wrangel y Néstor Majnó. En febrero de 1921 partió del frente para asistir a cursos adicionales de artillería en Sebastopol; después de graduarse, estuvo destinado brevemente en el Distrito Militar de Járkov.

## Carrera en la aviación
En 1922, fue trasferido a la Fuerza Aérea Soviética y se graduó en la Escuela Teórica de Pilotos de Yegorievsk en 1923, seguida de la 2.ª Escuela Militar de Pilotos de Borisoglebsk y la Escuela de Combate Aéreo de Sérpujov en 1924. Durante sus estudios desarrolló un interés en planear y construyó un planeador de su propio diseño, el Yu-1, por el que ganó un premio en la 3.ª competencia de planeadores de toda la Unión en Koktebel.
A partir de 1926 trabajó como instructor en la Escuela Sérpujov a la que había asistido anteriormente, puesto en el que permaneció únicamente hasta 1927 cuando pasó a trabajar como piloto de pruebas en el Instituto de Investigación de la Fuerza Aérea, donde continuó volando planeadores además de otras aeronaves, estableciendo dos récords de planeadores en 1928. Ascendió rápidamente a comandante de escuadrón en el instituto de investigación, pasó a participar en varios vuelos batiendo récords de carga útil en 1936 y se convirtió en representante militar en el Instituto Aerohidrodinámico Central. Durante su trabajo como piloto de pruebas, participó en pruebas en varios aviones, incluidos el I-3, I-4, I-7, R-3, R-6, R-7, TB-1, TB-3, Stal-7, Pe-8, y el ANT-9.

### Vuelo Moscú-San Jacinto

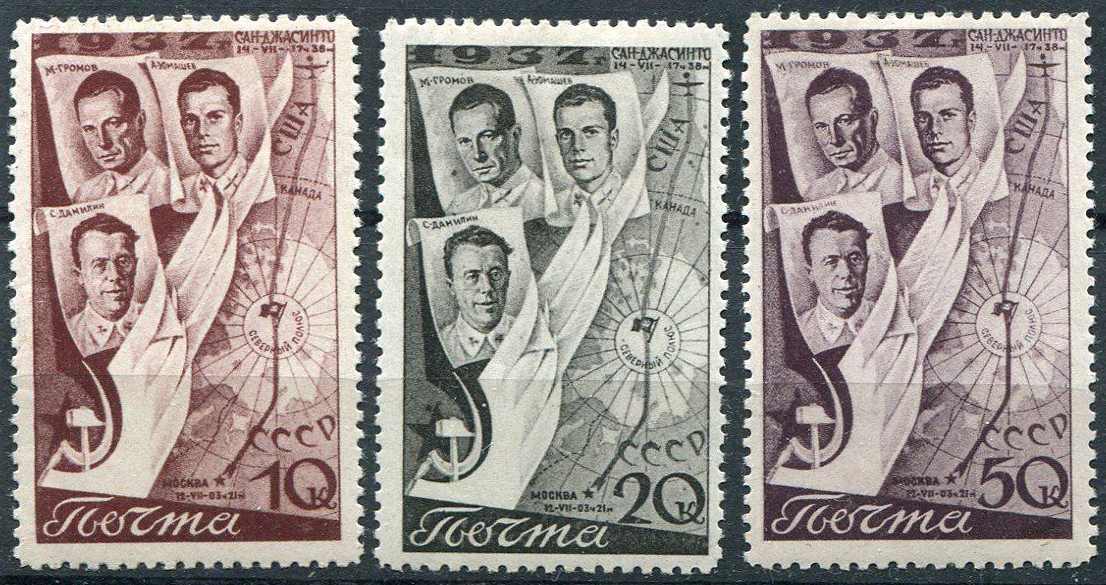
Danilin, Grómov y Yumáshev en varios sellos postales de la URSS (1937)

El 12 de julio de 1937 despegó de Moscú en un ANT-25 como copiloto junto al piloto Mijaíl Grómov y el navegante Serguéi Danilin para lo que se convirtió en el vuelo récord Moscú-San Jacinto, reemplazando a Gromov como piloto durante una parte del vuelo. A pesar de encontrarse con una variedad de dificultades, como tener que volar a ciegas en varios puntos y tener dificultades para encontrar un lugar para aterrizar debido a que el aeropuerto de San Diego estaba experimentando mal clima, lograron aterrizar de manera segura en un pastizal cerca de la ciudad de San Jacinto el 14 de julio. En total, el vuelo duró 62 horas y 17 minutos y recorrieron 10 148 kilómetros. Después de aterrizar, la tripulación realizó una gira de tres semanas por los Estados Unidos, el alcalde les otorgó el estatus de ciudadanos honorarios de la ciudad de Los Ángeles y se reunieron con el presidente Franklin D. Roosevelt en Washington D. C.

### Regreso a la Unión Soviética
El 1 de septiembre de 1937, tanto él como Gromov y Danilin recibieron el título de Héroe de la Unión Soviética, por su heroico vuelo. También recibieron la Medalla De la Vaulx de la Federación Aeronáutica Internacional. Además fue elegido diputado de la I Convocatoria del Sóviet Supremo de la Unión Soviética. Cuando volvió a su trabajo como piloto de pruebas, participó en las pruebas de los aviones experimentales de gran altitud BOK-7 y BOK-15. Más tarde se convirtió en subjefe del grupo técnico de vuelo del Comisariado del Pueblo de la Industria Aeronáutica. Durante la Guerra de Invierno estuvo al mando de la tripulación de un bombardero DB-1 en el 85.º Regimiento de Aviación de Propósitos Especiales, pero solo realizó seis salidas de combate.

### Segunda Guerra Mundial
En el momento de la invasión alemana de la Unión Soviética, Yumáshev comandaba el 2.º Escuadrón de Cazas de la Defensa Aérea de Moscú. Sin embargo, pronto abandonó el país en agosto en un viaje oficial a Estados Unidos para ayudar en la compra de aviones y equipos de aviación para la Unión Soviética. Después de cumplir esta misión regresó a la URSS y pasó a servir brevemente como comandante del 237.º Regimiento de Aviación de Cazas en enero de 1942 antes de pasar a servir como subcomandante de la fuerza aérea en el Frente Kalinin. En mayo se convirtió en subcomandante del 3.er Ejército Aéreo y en septiembre de 1942 fue designado subcomandante de las fuerzas aéreas del Frente Occidental.
En febrero de 1943, fue nombrado comandante del 2.º Cuerpo de Aviación de Cazas, al mes siguiente fue ascendido al rango de mayor general. Participó en las batallas de Voroshilovgrad y Járkov, pero en julio fue transferido para ser comandante de aviación de combate del Frente de Defensa Aérea del Este. En abril de 1944 fue asignado al mismo puesto en el Frente Occidental, donde permaneció hasta febrero de 1945. Luego dirigió la Dirección de Aviación de Combate y más tarde la Dirección de Entrenamiento de Combate de Aviación de Primera Línea de la Dirección Principal de Entrenamiento de Combate de la Fuerza Aérea. Durante la guerra lideró proyectos para dar cobertura aérea a importantes emplazamientos militares y participó en los preparativos de las ofensivas sobre Königsberg y Berlín.

## Posguerra
En octubre de 1946 se retiró del servicio militar por razones de salud, Yumáshev vivía en Moscú pero pasaba gran parte de su tiempo en una casa de campo (dacha) en Alupka, pronto comenzó su carrera artística, ese mismo año se afilió a la Unión de Artistas de la Unión Soviética. Posteriormente realizó varios viajes a Asia Central con Robert Falk para realizar pinturas de monumentos históricos en Samarcanda y Bujará. Se llevaron a cabo exposiciones de sus pinturas en Moscú, Alupka, Óbninsk y San Jacinto. Murió en Moscú el 20 de mayo de 1988 y fue enterrado en el cementerio de Vagánkovo.

## Condecoraciones
- Héroe de la Unión Soviética (1 de septiembre de 1937)
- Orden de Lenin, dos veces (1 de septiembre de 1937 y 21 de febrero de 1945)
- Orden de la Bandera Roja, cinco veces (21 de marzo de 1940, 29 de marzo de 1944, 3 de noviembre de 1944, 18 de agosto de 1945 y 30 de agosto de 1945)
- Orden de la Guerra Patria de 1.er grado (11 de marzo de 1985)
- Orden de la Estrella Roja (17 de agosto de 1933)
- Medalla por el Servicio de Combate (28 de octubre de 1967)
- Medalla De la Vaulx (1937)
- Medalla Conmemorativa por el Centenario del Natalicio de Lenin
- Medalla por la Defensa de Moscú
- Medalla por la Defensa del Cáucaso
- Medalla por la Victoria sobre Alemania en la Gran Guerra Patria 1941-1945
- Medalla Conmemorativa del 20.º Aniversario de la Victoria en la Gran Guerra Patria de 1941-1945
- Medalla Conmemorativa del 30.º Aniversario de la Victoria en la Gran Guerra Patria de 1941-1945
- Medalla Conmemorativa del 40.º Aniversario de la Victoria en la Gran Guerra Patria de 1941-1945
- Medalla por la Conquista de Berlín
- Medalla de Veterano de las Fuerzas Armadas de la URSS
- Medalla del 20.º Aniversario del Ejército Rojo de Obreros y Campesinos
- Medalla del 50.º Aniversario de las Fuerzas Armadas de la URSS
- Medalla del 60.º Aniversario de las Fuerzas Armadas de la URSS
- Medalla del 70.º Aniversario de las Fuerzas Armadas de la URSS
- Medalla Conmemorativa del 800.º Aniversario de Moscú